# Crims silenciosos
Crims silenciosos (Les Crimes silencieux en francès) és una pel·lícula policial francesa de televisió dirigida per Frédéric Berthe i emesa, per primera vegada, a Bèlgica, el 20 d'abril de 2017 a La Une, després a Suïssa, el 12 de maig de 2017 a RTS Un i, a França, el 23 de setembre de 2017 a France 3. Ha estat doblada i subtitulada al català.

## Sinopsi
Quan la Tess Borski, capità de policia, i la seva família tornen al nord de França on ella va passar la seva infància, creia que les entranyes de la Terra s'havien tancat i havien deixat enrere la tragèdia minera que va commoure la regió el 1906. Poc després, Borski i François Dubois, cap de la brigada d'investigació, s'enfronten a una sèrie de crims que fan reviure un passat dolorós.

## Repartiment
- Richard Berry: comissari François Dubois
- Odile Vuillemin: Capità Tess Borski
- Féodor Atkine: Hugues Borski, el pare de la Tess
- Alexis Loret: Luc, el marit de la Tess
- Olivier Chantreau: Denis Lagarde
- Clara Ghesquière: Noémie, la filla de Tess i Luc
- Valérie Kaprisky: Myriam Lévin

## Rodatge
El rodatge va tenir lloc del 15 de novembre al 13 de desembre de 2016, a la regió de Lilla, sobretot a Templeuve-en-Pévèle i a Englos.